# Gautam Malkani
Gautam Malkani (Londra, 27 agosto 1976) è un giornalista e scrittore britannico, famoso per il suo romanzo Londonstani.

## Biografia
Gautam Malkani nasce a Londra nel 1976. La madre, di origine indiana, lascia l'Uganda per trasferirsi in Inghilterra, dove trova lavoro come radiologa. Malkani trascorre la giovinezza con la madre e il fratello a Hounslow, un borgo situato nella parte occidentale di Londra. Studia alla Isleworth and Syon Comprehensive School for boys e in seguito si laurea in Scienze politiche e sociali al Christ's College dell'Università di Cambridge. Nel 1997 inizia a lavorare come tirocinante presso il Financial Times dove è attualmente impiegato come giornalista ed editor delle pagine dedicate al creative business.
I suoi scritti sono stati pubblicati nel New York Times, nel Prospect Magazine e nel Time Out. Vive a Londra.

## Opere

### Londonstani
Londonstani è il suo romanzo di debutto, pubblicato nel 2006 e selezionato per il Writer of the Year British Book Award del 2007. Londonstani rappresenta anche il risultato delle ricerche raccolte dall'autore per la propria tesi di laurea sulle minoranze asiatiche meridionali in Inghilterra. Ispirato dai romanzi di Susan Eloise Hinton, come Rusty il selvaggio (Rumble Fish, 1975) e I ragazzi della 56ª strada, Gautam Malkani ha voluto scrivere qualcosa per i ragazzi asiatici di Londra, per i giovani coinvolti nella cultura urbana che solitamente non sono interessati alla lettura.
Con questo romanzo intende però andare oltre la scrittura di un semplice racconto sui rude boys londinesi, e sostenere una tesi, servendosi del materiale raccolto in precedenza nelle sue ricerche: spiegare il motivo per cui molti ragazzi asiatici sentono il bisogno di affermare la loro virilità comportandosi in modo violento, imponendo il loro pensiero con la forza. La caratteristica dell'ambiente familiare di questi giovani, rilevata da Malkani, consiste nella presenza di madri forti e di figure maschili di riferimento molto deboli: i padri, soprattutto a causa dei loro impegni di lavoro, risultano distaccati emotivamente e distanti.
Malkani intende inoltre dare visibilità alle diverse e multiformi culture presenti a Londra, in particolare a quella desi, ossia a quella dei nati o discendenti di asiatici del subcontinente indiano. Dagli anni novanta le subculture sono diventate più importanti delle etnie, in quanto uniscono persone diverse che hanno gusti e interessi simili. Basti pensare a tutti i giovani che si incontrano nei club del centro di Londra per ballare, uniti da un gusto musicale simile e non dall'appartenenza ad una stessa etnia. Un esempio di questo è rintracciabile in Londonstani, quando due ragazze musulmane conoscono due giovani inglesi in un ristorante libanese e decidono di andare a ballare con loro in un club che conoscono. Gli interessi ed i gusti che questi quattro coetanei condividono, riescono infatti ad unire due etnie con cultura, tradizioni ed origini diverse.
Sulle tematiche e sullo stile usato dall'autore hanno influito le letture di vari romanzi, fra cui The Black Album di Hanif Kureishi che per primo ha dato visibilità al Londonistan. Per quanto riguarda la descrizione delle diverse realtà di Londra, fondamentali sono Soft! di Rupert Thomson, e le opere di Will Self che mettono al centro Londra ed i suoi abitanti: Dorian, rielaborazione della storia di Oscar Wilde, How the Dead Live e, più recentemente, The Book of Dave, romanzo che racconta la vita sfortunata e difficile di un tassista bianco londinese.
La critica ha trovato delle affinità fra Londonstani e Trainspotting, il primo romanzo dello scrittore Irvine Welsh, in quanto in entrambi è presente un linguaggio vernacolare, ovvero una lingua parlata da una comunità che vive in uno specifico luogo. In Trainspotting Welsh utilizza il linguaggio proprio dei ceti popolari di Edimburgo, dando così importanza ad un dialetto parlato da persone e da una classe sociale che, in quel periodo, sia gli autori che la società ignoravano.

### The Story Distorted
È il nuovo progetto al quale Malkani sta lavorando dopo aver pubblicato Londonstani, appoggiandosi ad Unbound, un canale online di crowdfunding per la pubblicazione di opere di scrittori esordienti.
Il romanzo ancora in fase di scrittura racconta la vita di Dillon, uno studente di 19 anni che ha trascorso tutta la sua infanzia prendendosi cura della madre malata. Non potendo parlare dei suoi problemi familiari con amici o conoscenti, vive una vita molto solitaria e difficile. Il libro è rivolto ai giovani che si trovano a dover prestare aiuto a genitori o parenti in difficoltà o colpiti da malattie, e li conforta facendo loro presente che se anche credono di non fare abbastanza o di sbagliare, stanno comunque facendo il loro meglio.
The Story Distorted, pur essendo molto diverso, si avvicina alle tematiche trattate nel romanzo precedente, in quanto tratta dell'ambiente familiare e del rapporto fra madri e figli, un legame molto forte in Londonstani, e molto più conflittuale nel nuovo romanzo.

## Articoli
Gautam Malkani inizia la sua carriera al Financial Times nel 1997 come tirocinante, per poi proseguire come giornalista e coordinatore delle pagine dedicate al creative business.
Lo scrittore ha scritto diversi articoli che hanno una relazione con Londonstani:
- Mixing and matching: What’s wrong right with Asian boys?, 22 Aprile 2006.
- Sounds of Assimilation, New York Times, Financial Times, 19 Agosto 2006.
- Organised Crime: Customs officers crack down on mobile phone fraud Financial Times, 11 Dicembre 2001.
- Street Crime: Networks at odds as theft of mobile phones soar Financial Times, 9 Febbraio 2002.

Altri articoli:
- Weight of evidence pins Whitehall down in BSE inquiry Financial Times, 27 Novembre 1998.
- US employers labouring as jobs market tightens Financial Times, 12 Aprile 1999.
- US groups come under spotlight over human rights abroad Financial Times, 5 Luglio 1999.
- Slice of Orange appeals when the price is right Financial Times, 10 Febbraio 2001.
- Cell phones research looks for the authenticity Financial Times, 25 Gennaio 2002.
- Worldwide domination Financial Times, 4 Marzo 2003.
- Copyright’s haven of stability Financial Times, 18 Novembre 2004.
- The other jet set: tales from village Heathrow Financial Times, 19 Novembre 2005.
- It is right to show the bullying in Big Brother Financial Times, 19 Gennaio 2007.[4]